# Fortunata y Jacinta (pel·lícula)
Fortunata y Jacinta és una pel·lícula espanyola estrenada en 1970. Es tracta de la primera adaptació cinematogràfica de la novel·la homònima de l'escriptor Benito Pérez Galdós. Va comptar amb la direcció d'Angelino Fons i la producció d'Emiliano Piedra.

## Argument
Juan Santa Cruz, fill únic d'una família acomodada, es casa amb la seva cosina Jacinta per decisió de la seva mare. En una visita familiar coneix a Fortunata, dona del qual naixerà un nen que mor al poc temps. Juan s'oblida d'ella i continua la seva vida amb Jacinta. Fortunata es casa i al cap del temps torna convertida en una elegant dona. Reprèn els seus devaneos amb Juan a esquena dels seus respectius esposos. Entre nous estatges, nous amants i velles trobades i desacords, transcorre el temps fins que Fortunata dona a llum al seu segon fill.

## Repartiment
- Emma Penella (Fortunata)
- Liana Orfei (Jacinta)
- Máximo Valverde (Juan Santa Cruz)
- Bruno Corazzari (Maximiliano Rubín)
- Julia Gutiérrez Caba (Doña Guillermina)
- María Luisa Ponte (Doña Lupe Rubín)
- Terele Pávez (Mauricia La Dura)
- Rosanna Yanni (Aurora)
- Nélida Quiroga (Doña Bárbara)
- Daniel Dicenta (Olmedo)
- Antonio Gades (Bailarín)
- Manuel Díaz González (Estupiñá)

## Premis
Medalles del Cercle d'Escriptors Cinematogràfics de 1969
| Categoria        | Nominats         | Resultat  |
| ---------------- | ---------------- | --------- |
| Millor actriu    | Emma Penella     | Guanyador |
| Millors decorats | Wolfgang Burmann | Guanyador |

Premi Sant Jordi de Cinematografia
| Categoria                                    | Nominats                    | Resultat   |
| -------------------------------------------- | --------------------------- | ---------- |
| Millor pel·lícula espanyola                  | Millor pel·lícula espanyola | Guanyadora |
| Millor interpretació en pel·lícula espanyola | Emma Penella                | Guanyadora |

## Altres adaptacions
Televisió Espanyola va realitzar i va emetre en 1980 una luxosa adaptació de la novel·la a la pantalla petita a càrrec del director Mario Camus, amb Ana Belén i Maribel Martín en els papers principals. L'actriu María Luisa Ponte va repetir en el personatge que ja encarnés a la pel·lícula.